# Лимон, Мордехай
Мордехай (Мока) Лимон (ивр. מרדכי (מוקה) לימון‎; 3 января 1924, Барановичи, Польша — 16 мая 2009, Нью-Йорк) — четвёртый командующий ВМС Израиля в период с 14 декабря 1950 по 1 июля 1954 года.

## Биография
Мордехай Лимон родился в Барановичах в семье Беньямина Лимона и Ривки Рабинович. В 1934 году эмигрировал с родителями в Эрец-Исраэль. Рос и получил образование в Тель-Авиве. Был инструктором Пальяма — военно-морского подразделения Пальмаха.
Во время Второй мировой войны Лимон служил в британском торговом и военном флоте, участвовал в боевых действиях при Тобруке, Бенгази, у Мальты и в Индийском океане, а позже командовал кораблями, перевозившими в Палестину маапилим — подпольных еврейских иммигрантов.
Во время Войны за независимость Израиля Лимон был старшим помощником на корабле «Хагана», участвовал в морском бою у берегов Ашкелона и получил осколочные ранения от бомб, сброшенных египетскими самолётами. Позже он командовал кораблём «Веджвуд» и «Большой эскадрой» фрегатов и эсминцев, а также возглавлял оперативный отдел ВМС Израиля. В декабре 1950 года в возрасте 26 лет Лимон был произведён в контр-адмиралы и стал четвёртым командующим ВМС Израиля. Он оставался на этом посту до середины 1954 года. В период его командования ВМС Израиля принимали новое вооружение, электронные системы, участвовали в больших манёврах.
В июле 1954 года Лимон вышел в отставку и поехал в США изучать экономику. В 1957 году он вернулся в Израиль и был назначен заместителем генерального директора министерства обороны по особым вопросам. Кроме прочего, он занимался оборонным сотрудничеством с Ганой, Бирмой и Непалом. В 1962 году Лимон стал начальником представительства министерства обороны в Париже. В 60-е годы он руководил закупками военной техники в Европе. В 1968 году, когда Франция наложила эмбарго на военные поставки в Израиль, Лимон организовал крупномасштабную операцию по нелегальному вывозу оборудования для военной авиации; в кратчайшие сроки было совершено более ста полётов грузовых самолётов, вывозивших оборудование и запчасти из Франции. Лимон также организовал закупки военной техники у Франции через третью страну. Самой известной операцией, организованной Лимоном, была операция «Ноа». Через норвежскую компанию была организована закупка у Франции пяти кораблей якобы для поиска нефти в Северном море. 20 декабря 1967 года на корабли тайно заступили дополнительные члены экипажа, и в ночь перед Рождеством они были уведены из Шербурга в Хайфу. Когда подробности операции получили известность, Лимон был выдворен из Франции.
После возвращения в Израиль рассматривалась возможность назначения Лимона генеральным директором министерства обороны, но в конечном итоге в декабре 1970 году он стал членом министерской комиссии по расселению арабских беженцев. Позже он выполнял обязанности представителя Ротшильдов в Израиле и был членом совета директоров «Ха-Хевра ле-Исраэль» — крупнейшего израильского холдинга.
15 мая 2009 Мордехай Лимон умер во время операции в нью-йоркской больнице.